# هاینبورگ (آلمان)
هاینبورگ (به آلمانی: Hainburg) یک شهر در آلمان است که در افنباخ واقع شده‌است. هاینبورگ ۱۴٬۸۴۵ نفر جمعیت دارد.